# Jacob Montgomery Thornburgh
Jacob Montgomery Thornburgh, född 3 juli 1837 i New Market i Tennessee, död 19 september 1890 i Knoxville i Tennessee, var en amerikansk republikansk politiker. Han var ledamot av USA:s representanthus 1873–1879.
Thornburgh var verksam som advokat i Tennessee. I amerikanska inbördeskriget deltog han i nordstatsarmén och avancerade till överstelöjtnant. År 1873 tillträdde han som kongressledamot och efterträddes 1879 av Leonidas C. Houk.